# 春雨 (春雨型駆逐艦)
春雨（はるさめ）は、大日本帝国海軍の駆逐艦で、春雨型駆逐艦のネームシップである。
艦名は天象・気象の名で、「春雨」は「春に降る雨」の意味。ことに「木々の新緑の若芽の出るころ静かに降る、細い雨」のこと、という。
同名艦に白露型駆逐艦の「春雨」があるため、こちらは「春雨 (初代)」や「春雨I」などと表記される。

## 艦歴

### 建造
1903年(明治36年)6月26日、横須賀造船廠で竣工し、軍艦籍に編入され駆逐艦に類別。

### 日露戦争
1904年(明治37年)、日露戦争が勃発し、旅順口攻撃、黄海海戦に参加。同年10月11日、旅順沖で触雷し士官室から後方の船体を喪失し、呉工廠で建造中の同型艦霰の後半部分を接合する工事を同年11月29日から着手し、翌1905年1月7日に修理完了して復帰した。日本海海戦では第1艦隊第1駆逐隊司令艦として参加し、5月27日の夜戦で僚艦夕霧と衝突事故を起こした。その後、樺太の戦いにも参加した。

### 日露戦争後
1905年(明治38年)12月12日駆逐艦は軍艦から独立した艦種になり、「春雨」は軍艦籍から除かれ、駆逐艦に種別が変更された。

### 遭難
1911年(明治44年)11月24日、現在の三重県鳥羽市的矢湾菅崎半島付近で荒天により擱座した。
翌年1月4日の磯波駆逐艦長からの報告によると午前0時10分に安乗埼灯台の明かりを見つけ、安乗港に向かったが風波の影響で右舷方向に押されて操艦は困難だった。午前1時に艦前部を触礁、機関全力としたが操艦が出来ず、その後艦尾が擱座した。船体が次第に沈下、乗員全員を艦橋付近に集めた。波浪が上甲板にも繰り返し押し寄せていたために最終的に全員が海に投げ出された(以上が報告による)。
生存者は兵曹長以下20名(給仕1名を含む、士官の生存者無し)、内1名が重傷で山田赤十字病院に入院した(12月16日退院)。
また第十二駆逐隊司令大滝道助中佐以下44名が殉職した。
地元の長岡村相差(おうさつ)町の村人らが救助活動を行った(#住民による救助)。
海軍側は同日午前6頃に「綾波」「磯波」が事故を知り、以後第二駆逐隊各艦は救助活動に従事、午後1時に「磯波」が入院を除く生存者を収容した。
行方不明者の捜索には海女約200名も加わり、死体のほとんど全部が彼女らによって収容された。
翌25日に「山彦」「第67号水雷艇」「第71号水雷艇」が行方不明者の捜索に加わり、三重県が派遣した「神風丸」によって山田赤十字病院救護班が到着、
12月6日に44名全ての死体を収容した。
12月5日に長岡村、安乗村、的矢村の3村に感謝状が、加えて長岡村へ350円、安乗村に150円が謝金として贈与された。
また海軍大臣名義で安乗村と長岡村の小学校へ600円が寄附され、三重県を通じて後に交付された。

### 住民による救助
佐世保水雷団第十二駆逐隊の旗艦春雨は僚艦の磯波、綾波、浦波と共に土佐沖の海軍演習に参加した帰途であった。1911年11月23日夕刻、三重県の志摩沖にさしかかった時、大時化に遭遇して編隊行動の自由を奪われた。そこで司令大滝中佐は編隊をといて各艦に自由行動を令し、気象警戒海域での退避をはかった。
春雨の艦長児玉大尉は僚艦と別れて志摩市の的矢湾への避難入港を目指した。夜に入ると嵐はさらに強まり、海は大荒れに荒れた。真夜中近くに長岡村相差(現在の鳥羽市相差町)南岸、菅崎半島の八正道沖に差し掛かった際に春雨は余りに間近に菅崎半島から対岸の安乗埼灯台が明滅するのに驚き、後進に切り替えたことにより運悪く管崎海岸の三角形暗礁に艦の後部をのし上げて座礁した。
翌11月24日の早朝、嵐の翌日だったこともあり菅崎半島の崖下に海草取りに来ていた村人が崖下に流れ着いた春雨乗組員を発見したことで事故が発覚した。相差青年会により救助隊が組まれ現場の海域に到着したが、海は荒れており船で春雨に近づくことができなかった。そのため村人は命綱一つで重油も漂う荒れる海に飛び込み残っていた乗組員を救助した。
昼過ぎに湾口に現れた僚艦綾波や多くの村人達が見守る中春雨はマストを折り、煙突だけを波間に出しながら沈没した。地元民によると、艦長児玉大尉は村人からの救助を拒み、東を向いて「天皇陛下万歳」と声を上げ沈みゆく春雨と運命を共にしたという。この時春雨の捜索にあたっていた僚艦綾波は状況が把握できていなかったが、菅崎の台上から救助された乗組員が菅笠を両手に手旗信号で状況を送った。　　　
自力で岸までたどり着いた者も含め救助された8名の乗組員はその日の内に的矢湾に入港した綾波により日本赤十字病院(現在の三重県伊勢市)に運ばれて一命を取りとめた。乗組員の多くは座礁した春雨より短艇で脱出を試みていたが嵐の中こちらも暗礁に乗り上げるなどして多くは海に投げ出され岩礁に体をうちつけ亡くなったようである。海女や漁師など村人総出で44名の殉職者全員の遺体は収容された。多くの遺体は脱出のため軽装だったのに対し発見された司令大滝中佐の遺体は一装の軍服を着用し、真新しい白の手袋をはめ、靴下から靴に至るまで村人には死出の装いのように感じその覚悟が窺い知れたようである。

### 喪失
艦は前部で25尺(約7.6m)、後部で20尺(約6.1m)の水深に沈座しており、
煙突4本は上半分が水上に出ていた。
船体は士官室付近で7割方裂けていたが、艦底でまだ繋がっており、艦底に多数の破口があった。
鳥羽造船所から「第十鳥羽丸」が救助のために派遣され。
後に横須賀海軍工廠の技術者や職工らを乗せた救難船「栗橋丸」が横須賀から派遣された。
全ての備砲(3インチ砲2門と6ポンド砲4門)、
魚雷発射管1門(もう1門は引揚出来ず)、探照灯1基、
秘密図書等を引き上げた
が、船体は引き上げられなかった。
同年12月28日除籍。
翌1912年(明治45年)1月12日売却処分の訓令が出され、
同年(大正元年)8月1日、船体は沈没のまま引き渡された。

### その後
1937年(昭和12年)志摩郡在郷軍人総合会により、事故現場を見渡せる菅崎半島の厳頭に記念碑が設立され事故から100年以上過ぎた今も整備保存されている。
事故から100年に当たる2011年(平成23年)11月24日、この碑(鳥羽市相差町にある春雨公園に立つ「大日本駆逐艦 春雨殉難記念碑」)の前で供養祭が行われた。

## 艦長
※『日本海軍史』第9巻・第10巻の「将官履歴」及び『官報』に基づく。
艦長
- 有馬律三郎 少佐：1903年4月24日 -
- 関重孝 少佐：1904年9月1日 - 11月12日

駆逐艦長
- 庄野義雄 少佐：1905年12月12日 - 1906年1月25日
- （兼）水科三十郎 少佐：1906年1月25日 - 4月1日
- 和田博愛 大尉：1906年4月1日 - 7月3日
- （兼）水科三十郎 少佐：1906年7月3日 - 7月12日
- （兼）藤田定市 中佐：1906年7月12日 - 10月20日
- （兼）平岡善之丞 大尉：1906年10月20日 - 12月20日
- 吉武貞輔 大尉：1906年12月20日 - 1907年4月5日
- 丸尾剛 大尉：1907年4月5日 - 1908年4月20日
- 柳原継雄 大尉：1908年4月20日 - 6月5日
- （兼）神代護次 大尉：1908年6月5日 - 9月19日
- 柳原継雄 大尉：1908年9月19日 - 1909年12月1日
- 児玉兼三郎 大尉：1909年12月1日 - 1911年11月24日殉職